# Caprorhinus lavanonensis
Caprorhinus lavanonensis är en insektsart som beskrevs av Wintrebert 1972. Caprorhinus lavanonensis ingår i släktet Caprorhinus och familjen Pyrgomorphidae. Inga underarter finns listade i Catalogue of Life.